# Здание общественного собрания (Верхотурье)
Здание общественного собрания — архитектурный памятник, расположенный в городе Верхотурье, Свердловской области.
Решением Совета народных депутатов № 75 от 18 февраля 1991 года присвоен статус памятника архитектуры регионального значения.

## Архитектура
Здание является образцом многофункционального здания начала XX века. В его архитектуре прослеживается переход от эклектики к «кирпичному стилю». Из общей застройки выделяется нерегулярной постановкой.
Расположено в исторической части города на левом берегу Туры. Протяжённым северным фасадом обращено на городскую площадь.
Двухэтажный прямоугольный в плане объём, кирпичный и неоштукатуренный, помещён на полуподвал. Со стороны площади усложнен сдвинутым вглубь средним участком стены, со двора — широким прямоугольным выступом, смещённым в край. Покрыт вальмовой кровлей. Скошенная часть, фланкированная лопатками, прорезана проёмом входа с лучковой перемычкой и замком в зените, над ним арочное окно в рамочном наличнике. Вертикальная ось подчёркнута внизу — лестничной площадкой на 3 стороны, а вверху — полуглавием на аттиковой стенке и гранёной шлемовидной главой с флюгером. Козырёк углового входа не сохранился.
Северный фасад расчленён четырьмя рустованными лопатками на три неодинаковые части. Центральная западающая часть с лучковыми проёмами в три оси и в два яруса, внизу по центру дверь. В простенках окон второго этажа выведены пилястры, упирающиеся в ломаную полосу из лучковых перемычек и опрокинутых П-образных вставок.
На первом этаже двучастный торговый зал с двумя входами, вытянутый вдоль северной стороны здания. Вход в смежные помещения — со двора. К залам примыкают разнесённые лестничные клетки с маршами на второй этаж. Дополнительный вход ведёт в лестничную клетку на северо-западном углу здания. Перекрытия ребристые. На втором этаже кроме двучастного зала и фойе имелись служебные и вспомогательные комнаты. Перекрытия плоские.